# ماریو اورتیس
ماریو اورتیس (اسپانیایی: Mario Ortiz‎; ۲۸ ژانویهٔ ۱۹۳۶ – ۲ مهٔ ۲۰۰۶) بازیکن فوتبال اهل شیلی بود.
از باشگاه‌هایی که در آن بازی کرده‌است می‌توان به باشگاه فوتبال کولو-کولو اشاره کرد.
وی همچنین در تیم ملی فوتبال شیلی بازی کرده‌است.